# Negri, Bacău
Negri là một xã thuộc hạt Bacău, România. Dân số thời điểm năm 2002 là 3141 người.